# Juan I de Bohemia
Juan I de Luxemburgo, llamado el Ciego (en francés: Jean L´Auveugle) (1296-1346), fue rey de Bohemia (1310-26 de agosto de 1346) y conde de Luxemburgo (1313-1346), perteneciente a la Casa de Luxemburgo. Era hijo del emperador Enrique VII y de Margarita de Brabante, hija de Juan I, duque de Brabante.
Era rey de Bohemia por su matrimonio con Isabel, hija de Wenceslao II y hermana de Wenceslao III, último soberano checo.
En 1344 tomó parte con sus ejércitos cristianos junto a los del rey Luis I de Hungría en una cruzada contra los lituanos paganos, tratando de subyugarlos y convertirlos al Cristianismo. Sin embargo, la empresa resultó fallida. Murió en 1346 en la Batalla de Crécy.

## Familia e hijos
El rey Juan I, el Ciego, contrajo matrimonio en dos ocasiones:
En 1310 se casó con Isabel I de Bohemia, hija del Rey Wenceslao II. De este matrimonio tuvo siete hijos:
1. Margarita (8 de julio de 1313-11 de julio de 1341, Praga), casada en Straubing el 12 de agosto de 1328 con el duque Enrique XIV de Baviera.[2]
2. Bona (Judit) (21 de mayo de 1315-11 de septiembre de 1349, Maubuisson), casada en Melun el 6 de agosto de 1332 con el rey Juan II de Francia.
3. Carlos IV (14 de mayo de 1316-29 de noviembre de 1378), Rey de Bohemia y Emperador del Sacro Imperio Romano Germánico.
4. Ottokar ("Otto") (22 de noviembre de 1318-20 de abril de 1320), Príncipe de Bohemia.
5. Juan Enrique (Jan Jindrich) (12 de febrero de 1322, Mělník-12 de noviembre de 1375), Margrave de Moravia.
6. Ana (1323-3 de septiembre de 1338), gemela de Isabel, casada el 16 de febrero de 1335 con el duque Otón de Austria.
7. Isabel (1323-1324), gemela de Ana.

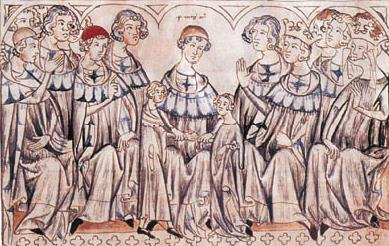
En 1310, Juan I de Luxemburgo contrae matrimonio con la reina Isabel de Bohemia en Espira.

En 1330 fallece la reina Isabel I de Bohemia y cuatro años después, en diciembre de 1334, Juan contrae segundas nupcias con la última hija de Luis I, Duque de Borbón el Cojo (en francés: Louis Ier de Bourbon, le boiteux) Beatriz de Borbón (1320-1383), quien apenas había cumplido 14 años. De este matrimonio nacieron dos hijos:
1. Wenceslao I de Luxemburgo (Praga, 25 de febrero de 1337-Luxemburgo, 7 de diciembre de 1383), Duque de Luxemburgo y Brabante.
2. Bona.

Su hijo ilegítimo Nicolás fue patriarca de Aquilea entre 1350-1358.

## La ceguera del rey
El oftalmólogo e historiador J. J. Noguera Paláu sostiene que "el rey Juan fue perdiendo visión como consecuencia de unas cataratas, y abrumado por esta enfermedad ocular decidió consultar con los médicos más afamados de la época. El primero llegó de Francia; como manifestara que no podía hacer nada para aliviar la dolencia del rey, éste ordenó que lo metieran atado en un saco y que lo echaran al río. Otro fue un médico árabe quien, conociendo el triste desenlace de su anterior colega, exigió la firma de un documento con el cual, en cualquier caso, se le permitiera regresar a su país; tampoco pudo hacer nada para mejorar la vista del rey pero, por lo menos, siguió vivo. En 1336, aprovechando un viaje a Aviñón con el rey de Francia, acudió a Montpellier para consultar con Guy de Chauliac, también conocido como Guydo de Cauliaco. Éste fue un gran cirujano, considerado el mejor de toda la Edad Media."
"Guy de Chauliac, quizá aplicándose a sí mismo los consejos que había escrito sobre el proceder de todo cirujano (1), decidió no operar las cataratas del rey de Bohemia –las operaba por depresión–; escribió un opúsculo con una serie consejos para los pacientes con cataratas y se lo ofreció al monarca, quien no quedó satisfecho con su contenido ni con la atención recibida del médico francés."

## Muerte en la batalla de Crécy
Aliado con Francia, en los comienzos de la Guerra de los Cien Años, murió en la Batalla de Crécy luchando contra los ingleses.
El 26 de agosto de 1346, cerca de Crécy, al norte de Francia, tuvo lugar una de las batallas más importantes y decisivas de la Guerra de los Cien Años. En esta ocasión los ingleses emplearon nuevas armas y tácticas, alejándose de las normas e ideales de los caballeros. Fue el principio del fin de la edad de la caballería. Ese día, el rey de Bohemia y conde de Luxemburgo, Juan I el Ciego, se presentó como noble caballero, en favor del rey Felipe, y en medio del fragor del combate ordenó que le llevasen al centro de la batalla. Dos caballeros, que hacían las veces de lazarillos, ataron las bridas de sus caballos a las del rey, mientras otro guiaba su caballo.
Cansado de repartir mandobles al aire con su espada, Juan ordenó acometer al enemigo y junto con sus caballeros avanzó y fue tan lejos que nunca más se les volvió a ver. Junto al Rey de Bohemia murieron 11 príncipes y más de 1.200 hombres de armas de la nobleza, incluyendo a Carlos II, conde de Alençon (nacido en 1297), hermano del rey Felipe, así como Luis I, conde de Flandes, y Rodolfo, duque de Lorena.
Mucho se ha discutido sobre la participación de Juan el Ciego en el combate: para unos fue un acto heroico; para otros muchos fue una muerte intencionalmente buscada para dar fin al sufrimiento de su ceguera.